# Beatyfikowani i kanonizowani przez Benedykta XV
Beatyfikowani i kanonizowani przez Benedykta XV – święci i błogosławieni wyniesieni na ołtarze w czasie pontyfikatu Benedykta XV.

## I/II rok pontyfikatu
| Wyniesieni na ołtarze                    | Data beatyfikacji | Data kanonizacji |
| ---------------------------------------- | ----------------- | ---------------- |
| Piotr z Canterbury (zatwierdzenie kultu) | —                 | 1915             |

## IV rok pontyfikatu
| Wyniesieni na ołtarze     | Data beatyfikacji     | Data kanonizacji                            |
| ------------------------- | --------------------- | ------------------------------------------- |
| Józef Benedykt Cottolengo | 29 kwietnia 1917(dts) | 19 marca 1934(dts) (przez Piusa XI)         |
| Anna od św. Bartłomieja   | 6 maja 1917(dts)      | —                                           |
| Noniusz Álvares Pereira   | 23 stycznia 1918(dts) | 26 kwietnia 2009(dts) (przez Benedykta XVI) |

## V rok pontyfikatu
| Wyniesieni na ołtarze                           | Data beatyfikacji      | Data kanonizacji |
| ----------------------------------------------- | ---------------------- | ---------------- |
| Jan Pelingotto (zatwierdzenie kultu)            | 13 listopada 1918(dts) | —                |
| Hugolin z Gualdo Cattaneo (zatwierdzenie kultu) | 12 marca 1919(dts)     | —                |
| Isnard z Chiampo (zatwierdzenie kultu)          | 12 marca 1919(dts)     | —                |

## VI rok pontyfikatu
| Wyniesieni na ołtarze                    | Data beatyfikacji                  | Data kanonizacji                           |
| ---------------------------------------- | ---------------------------------- | ------------------------------------------ |
| Ludwika de Marillac                      | 9 maja 1920(dts)                   | 11 marca 1934(dts) (przez Piusa XI)        |
| Gabriel Possenti                         | 31 maja 1908(dts) (przez Piusa X)  | 13 maja 1920(dts)                          |
| Małgorzata Maria Alacoque                | 31 maja 1864(dts) (przez Piusa IX) | 13 maja 1920(dts)                          |
| Joanna d’Arc                             | 18 maja 1909(dts) (przez Piusa X)  | 16 maja 1920(dts)                          |
| Oliver Plunkett                          | 23 maja 1920(dts)                  | 12 stycznia 1975(dts) (przez Pawła VI)     |
| Anna Maria Taigi                         | 30 maja 1920(dts)                  | —                                          |
| Karol Lwanga i Towarzysze                | 6 czerwca 1920(dts)                | 18 października 1964(dts) (przez Pawła VI) |
| Maria Magdalena Fontaine i 3 Towarzyszki | 13 czerwca 1920(dts)               | —                                          |
| Męczennice z Valenciennes                | 13 czerwca 1920(dts)               | —                                          |

## VII rok pontyfikatu
| Wyniesieni na ołtarze                       | Data beatyfikacji     | Data kanonizacji |
| ------------------------------------------- | --------------------- | ---------------- |
| Dominik Spadafora (zatwierdzenie kultu)     | 14 stycznia 1921(dts) | —                |
| Małgorzata Lotaryńska (zatwierdzenie kultu) | 10 marca 1921(dts)    | —                |

## VIII rok pontyfikatu
| Wyniesieni na ołtarze                 | Data beatyfikacji      | Data kanonizacji |
| ------------------------------------- | ---------------------- | ---------------- |
| Andrzej Franchi (zatwierdzenie kultu) | 23 listopada 1921(dts) | —                |